# Вениамин (Новицкий)
Архиепископ Вениами́н (в миру Серге́й Васи́льевич Нови́цкий; 17 (30) сентября 1900, село Кривичи, Раковская волость, Минский уезд, Минская губерния — 14 октября 1976, Чебоксары) — архиерей Русской православной церкви, архиепископ Чебоксарский и Чувашский.
Младший брат священномученика Валериана Новицкого (1897—1930).

## Биография
Родился в многодетной семье (6 детей) семье сельского протоиерея. С детства полюбил церковную жизнь, особенно пение. Бабушка Стефанида, когда ему было всего только три года, называла его не иначе как «мой архиерейчик».
В 1914 году окончил Слуцкое духовное училище, после чего поступил в Минскую духовную семинарию.
Прервал учёбу в связи с Гражданской войной, во время которой в 1919—1921 годы был учителем в селе Печураны Минской губернии.

### Служение в Польше
В 1921—1928 годах — псаломщик Дарьевского прихода Пинской епархии.
В 1924 годы окончил Виленскую духовную семинарию, после чего поступил на православный богословский факультет Варшавского университета, который окончил в 1929 году.
15 сентября 1928 года был пострижен в монашество с именем Вениамин в Успенской Почаевской лавре. 25 декабря 1928 года рукоположён в сан иеромонаха.
С 15 июля 1929 — правитель дел и член Духовного собора Почаевской лавры.
В марте — октябре 1931 — настоятель собора в городе Острог Волынской епархии, затем вновь вернулся в Почаевскую лавру.
17 мая 1934 года возведён в сан архимандрита.
В 1936—1937 годы — настоятель Покровской церкви города Львова.
В декабре 1937 года в Варшавском университете защитил магистерскую диссертацию на тему «Об изменяемости канонов Православной Церкви».
С июня 1937 года — преподаватель лаврской монашеской школы в Успенской Почаевской лавре.
Обладая большой культурой церковного пения, организовал великолепные православные хоры в Почаевской Лавре, в Остроге, Львове и других местах, что оказало положительное влияние на местное униатское население. Вместе с архимандритом Пантелеимоном (Рудыком) основал миссионерскую школу по подготовке кадров для деятельности в среде униатов.

### Служение во время войны и заключение в лагере
После присоединения Западной Украины к СССР — в юрисдикции Московского патриархата.
С 15 июня 1941 года — епископ Пинский и Полесский, викарий Волынской епархии.
Жил в Почаевской лавре. Во время оккупации Украины немецкими войсками, несмотря на давление сторонников украинской церковной автокефалии, вошёл в состав Украинской автономной церкви, канонически связанной с Московским патриархатом. В августе 1941 года — секретарь Собора епископов, прошедшего в Почаевской лавре и определившего статус автономной церкви.
С августа 1942 года — епископ Полтавский и Лубненский. По его инициативе был восстановлен Полтавский Крестовоздвиженский монастырь, организованы пастырские курсы, открыты многие приходы. При отступлении немцев из Полтавы был ими принудительно эвакуирован, но, спрыгнув с поезда, вернулся в Почаевскую лавру.
После освобождения Украины советскими войсками в мае 1944 года был арестован в Почаеве и доставлен в тюрьму в Киев. По обвинению в сотрудничестве с оккупантами был приговорён к 15 годам лишения свободы (виновным себя не признал), в 1945—1955 годах находился в лагере на Колыме. Дал Богу обет (и выполнил его) — если освободится, то к месту дальнейшей службы вернется на коленях. В 1955 году срок заключения был снижен до 10 лет.
В 1955—1956 годах работал бухгалтером в Магаданской области.

### Управление епархиями в России
С 22 ноября 1956 года — епископ Омский и Тюменский. Воспрепятствовал разрушению Софийского собора и ансамбля Архиерейского дома в Тобольске, пожертвовав на их реставрацию деньги из епархиальных средств. В Омске иподиаконом Владыки стал будущий архимандрит Иннокентий (Просвирнин).
12 февраля 1958 года возведён в сан архиепископа.
С 21 февраля 1958 года — архиепископ Иркутский и Читинский, временно управляющий Хабаровской епархией.
Посетил практически все приходы, находившиеся в его ведении, несмотря на обширность управляемых им епархий. При объезде Иркутской епархии попал под сильное радиационное облучение, из-за чего у него началась лучевая болезнь: выпали все волосы и искривилась шея.
В 1970 году, в преддверии Поместного собора (1971), внёс предложение об отмене положения Устава, лишавшего настоятелей права управления хозяйственными делами прихода, принятого под давлением властей Архиерейским собором 1961 года.
С 31 мая 1973 года — архиепископ Чебоксарский и Чувашский. За короткий период заслужил уважение прихожан как своей духовной жизнью («ободрял духовно тысячи приходящих к нему скорбящих людей»), так и административными способностями, проявлявшимися несмотря на тяжёлую болезнь. При нём был полностью отреставрирован кафедральный Введенский собор, налажен церковный хор, все приходы замещены священниками, а для епархиального управления приобретён дом.
Часто проповедовал, в своих поучениях приводил, в частности, научные аргументы, находя в них подтверждение церковно-богословским истинам. Отличался кипучей энергией, избегал роскоши, в пище всегда был воздержанным, вина почти не употреблял. Посылал свои денежные средства нуждающимся: ежемесячно он посылал около двадцати переводов бедным.
Отпевание его 18 октября 1976 года возглавил архиепископ Куйбышевский и Сызранский Иоанн (Снычёв); Вениамин был погребён во Введенском кафедральном соборе Чебоксар.

### Отзывы современников
Архиепископ Василий (Кривошеин) в воспоминаниях о Поместном соборе 1971 года так описывал архиепископа Вениамина:

Он меня совершенно потряс своим внешним видом. Сгорбленный, без единого волоса на голове и на лице, точно кто-то сбрил ему начисто голову, усы и бороду. Первое впечатление какого-то скопца или латинского патера. А между тем ещё несколько лет назад у него были и усы и борода. С тех пор они совершенно вылезли. Все это, как и сломанная спина, — последствия долголетнего пребывания на советской каторге. Говорят, что его там избивали, спинной хребет сломали, а волосы вылезли от лишений, хотя не сразу, но много лет спустя. Архиепископ Вениамин родился в 1900 году, перед самой войной в 1939 году был в сане архимандрита наместником Почаевской Лавры в тогдашней Польше. В 1940 году был (после вступления туда советской армии) рукоположён в епископы Московской Патриархией. Остался на Волыни при немецкой оккупации, но, кстати, в изданиях Патриархии об этом нигде не сказано и биография его вообще не напечатана. Во всяком случае, как он сам мне сказал, был арестован в 1943 году вернувшейся Красной армией, и сослан на Колыму, где и провел двенадцать лет, вплоть до 1955 года.

## Труды
- Трагические страницы истории Церкви на оккупированной территории (Из воспоминаний очевидца) // Журнал Московской Патриархии. — 1975. — № 7. — С. 12—13.
- Слово в день Рождества Христова // Журнал Московской Патриархии. — 1977. — № 1.
- Слово на Великий пост // Журнал Московской Патриархии. — 1977. — № 3.
- Воскрес во спасение всем людям (нем.) // Stimme der Orthodoxie (Голос Православия). — 1977. — Nr. 4.